# Ernst König (Eishockeyspieler)
Ernst König (* 30. Juni 1959 in Iserlohn) ist ein ehemaliger deutscher Eishockeyspieler, der unter anderem für den EC Deilinghofen bzw. ECD Iserlohn in der Bundesliga aktiv war.

## Karriere
Nachdem er in der Saison 1977/78 beim ERC Westfalen Dortmund in der Oberliga erste Spielpraxis im Seniorenbereich gesammelt hatte, gehörte Ernst König ab der Saison 1978/79 zum Bundesliga-Kader seines Heimatvereins EC Deilinghofen, dem er auch nach dem Abstieg in die 2. Bundesliga treu blieb. In der Saison 1981/82 stieg er mit dem ECD erneut in die Bundesliga auf und gehörte anschließend noch zwei Jahre lang zum Team. Insgesamt absolvierte er 173 Partien für den ECD, in denen er 10 Tore erzielte und 16 Vorlagen beisteuerte.
Nach zwei Jahren beim EHC Unna, mit dem er in die Oberliga aufstieg, legte König ab 1986 eine Eishockey-Pause ein. Sein Comeback feierte er in der Spielzeit 1992/93 für den ASV Hamm, mit dem ihm ebenfalls der Oberliga-Aufstieg gelang. Seine letzte Saison absolvierte er für seinen unter dem Namen Iserlohner EC neu gegründeten Heimatverein. Als Routinier in einer jungen Mannschaft trug er zum Aufstieg in die damals zweitklassige 1. Liga bei, bevor er seine Karriere beendete.

## Erfolge und Auszeichnungen
- 1982 Aufstieg in die Bundesliga mit dem ECD Iserlohn
- 1985 Aufstieg in die Oberliga mit dem EHC Unna
- 1993 Aufstieg in die Oberliga mit dem ASV Hamm
- 1995 Aufstieg in die 1. Liga mit dem Iserlohner EC

## Karrierestatistik
(Legende zur Spielerstatistik: Sp oder GP = absolvierte Spiele; T oder G = erzielte Tore; V oder A = erzielte Assists; Pkt oder Pts = erzielte Scorerpunkte; SM oder PIM = erhaltene Strafminuten; +/− = Plus/Minus-Bilanz; PP = erzielte Überzahltore; SH = erzielte Unterzahltore; GW = erzielte Siegtore; 1 Play-downs/Relegation; Kursiv: Statistik nicht vollständig)